# Jan Andrzej Morsztyn
Jan Andrzej Morsztyn s-a născut pe 24 iunie 1621 și a murit pe 8 ianuarie 1693, în Paris. A fost politician, poet, reprezentant al barocului regal polonez și al stilului marinist, vistiernic al Marii Coroane, staroste de Tuchola, conducătorul grupării profranceze și strămoșul lui Stanisław August Poniatowski, ultimul rege al Poloniei.

## Biografie
Jan Andrzej Morsztyn s-a născut în anul 1621 în Wiśnicz, în apropiere de Cracovia, într-o familie calvinistă, cu blazonul Leliwa. Rădăcinile familiei Morsztyn erau de origine germană - strămoșii lui Morsztyn s-au stabilit pe teritoriile polone în secolul al XIV-lea, dobândind ulterior titlul de nobili.
În anii săi de tinerețe, Morsztyn a studiat la Universitatea din Lejda (Leiden). A călătorit prin Italia și Franța, împreună cu fratele său. După întoarcerea sa, stabilește relații mai strânse cu familia de magnați Lubomirski, iar, datorită acestora, are acces la diverse cercuri sociale, ce includ curtea regală. Începând cu anul 1649, devine curtean, în anul 1656 secretar al regelui. Începând cu anul 1658 îndeplinește funcția de stolnic. În 1660, devine staroste de Małogoszcz, iar in anul 1668, vistiernic al Marii Coroane. În acea perioadă, a participat la multe misiuni diplomatice și negocieri – în Ungaria (165), Suedia (1655), Austria (1656). Semnătura sa apare în Tratatul de la Oliva. Între anii 1667-1683, Morsztyn devine staroste de Tuchola. 
A luptat în seria de războaie de la sfârșitul secolului al XVII-lea, denumită ''Potopul'', precum și în Răscoala lui Hmielnițki.
Se căsătorește în 1659 cu Katarzyna Gordon, fiica lui Henryk Gordon, colonel în armata regală. Câțiva ani mai târziu, trece la catolicism.
În domeniul politic, a reprezentat gruparea profranceză. După abdicarea lui Jan Kazimierz al II-lea, în 1668, îl susține la candidatura coroanei polone pe prințul francez Ludwik Burbon (Wielki Kondeusz). Împreună cu Ludovic al XIV-lea, pregătește un complot pentru detronarea regelui Jan al III-lea Sobieski. A fost descoperit, fiind acuzat de înaltă trădare și de folosirea vistieriei în scopuri personale. Deși Morsztyn jură că nu va părăsi țara, nu își respectă jurământul și fuge în Franța, unde acceptă poziția de secretar al lui Ludovic al XIV-lea, primind titlul de conte de Châteauvillain. 
Jan Andrzej Morsztyn moare pe 8 ianuarie 1693, în Paris.

## Creația literară
Morsztyn abordează teme din sfera regalității. Lucrările sale sunt construite cu o măiestrie extraordinară – le revizuia de nenumărate ori și revenea asupra fiecărui detaliu, limbajul său fiind marcat de stilul extravagant al marinismului din sec. al XVI-lea.  Totuși, pentru Morsztyn, scrisul nu a reprezentat decât o activitate din timpul său liber, un hobby, tratându-l ca pe o joacă cu cuvintele. 
A făcut numeroase traduceri în limba polonă, printre cele mai cunoscute făcând parte: Cidul, de Pierre Corneille, Amintas, de Torquato Tasso, sau Psyche, cea de-a patra parte a poemului Adone, de Giambattista Marini.
Lucrările lui Morsztyn au circulat ca manuscrise, scriitorul temându-se că publicarea în masă să nu-i afecteze activitatea politică. Prin urmare, majoritatea au fost publicate postum – traducerile sale au apărut la sfârșitul secolului al XVII-lea, iar alte lucrări au apărut mult mai târziu, în secolele al XIX-lea și al XX-lea. În pofida acestui fapt, influența lui Morsztyn asupra literaturii polone nu a fost una de o importanță minoră.
Lirica lui Morsztyn se inspiră din creația lui Marini, dar și din cea antică (Horațiu, Ovidiu), sau din cea franceză. De asemenea, poetul Jan Kochanowski a avut o mare influență asupra lucrărilor sale. Morsztyn a reușit, într-un mod excepțional, să dea o nouă formă motivelor utilizate de autorii din care se inspiră. Originalitatea poeziei  lui Morsztyn rezidă în abilitatea sa de a reîmprospăta figurile de stil, în jocurile de cuvinte și în crearea unui deznodământ neașteptat. Erotica sa este caracterizată de contrastele rezultate din trecerea de la sublim la colocvial, sau de la complimente la glume răutăcioase. Pentru descrierea frumuseții femeii, utilizează motive precum cel al ochilor, ce exprimă războiul flirtului, al cochetăriei, cel al florilor, metaforă a feminității, dar și cel al soarelui, a cărui măreție pălește în comparație cu privirea iubitei. De asemenea, abordează și tema iubirii nefericite, ce se învecinează cu indiferența și răceala dintre iubiți.
În creația sa, se întâlnesc și teme politice. Morsztyn critică prin versurile sale atitudinea delăsătoare a nobilimii față de amenințarea din partea cazacilor și a tătarilor. Acest punct de vedere critic se regăsește în poeziile Pospolite ruszenie (1649) sau Pieśń w obozie pod Żwańcem (1653).